# Systropus diremptus
Systropus diremptus är en tvåvingeart som beskrevs av Günther Enderlein 1926. Systropus diremptus ingår i släktet Systropus och familjen svävflugor.
Artens utbredningsområde är Ekvatorialguinea. Inga underarter finns listade i Catalogue of Life.